# Ravsjan Irmatov
Ravsjan Irmatov (uzbekiska: Ravsjan Ermatov), född 9 augusti 1977, är en uzbekisk fotbollsdomare. Han medverkade i fotbolls-VM 2010, där han dömde öppningsmatchen mellan Sydafrika-Mexiko. Irmatov har varit Fifa-domare sedan 2003.
Från och med juni 2018, håller Irmatov rekordet för att döma flest VM-matcher.